# Barkhausen-kriteriet

Blockdiagram över en återkopplingsoscillatorkrets som Barkhausen-kriteriet gäller för. Den består av ett förstärkande element A vars utgång v_{o} matas tillbaka till dess ingång v_{f} via ett återkopplingsnätverk β(jω).

För att hitta loopförstärkningen antas återkopplingsslingan vara bruten vid någon punkt och utgången v_{o} för en given ingång v_{i} beräknas:

Barkhausen-stabilitetskriteriet är ett matematiskt tillstånd för att bestämma när en linjär elektronisk krets kommer att svänga. 
 Det lades fram 1921 av den tyske fysikern Heinrich Georg Barkhausen. Det används ofta vid utformningen av elektroniska oscillatorer och även i utformningen av allmänna negativa återkopplingskretsar som op-förstärkare, för att förhindra att de oscillerar.

## Begränsningar
Barkhausens kriterium gäller linjära kretsar med en återkopplingsslinga. Det kan inte appliceras direkt på aktiva element med negativt motstånd som tunneldiodoscillatorer.
Kärnan i kriteriet är att ett komplext polpar måste placeras på den imaginära axeln i det komplexa frekvensplanet om steady state-svängningar ska äga rum. I den verkliga världen är det omöjligt att balansera på den imaginära axeln, så i praktiken är en steady-state-oscillator en ickelinjär krets:
- Det måste ha positiv feedback.
- Slingförstärkningen är vid enhet ({\displaystyle |\beta A|=1\,}).

## Kriterium
Kriteriet säger att om A är förstärkningselementets förstärkning i kretsen och β (jω) är överföringsfunktionen för återkopplingsvägen, så βA är slingförstärkningen runt kretsens återkopplingsslinga, kommer kretsen att upprätthålla steady-state-svängningar endast vid frekvenser för vilka:
1. Slingförstärkningen är lika med enhet i absolut storlek, det vill säga, {\displaystyle |\beta A|=1\,}  och
2. Fasförskjutningen runt slingan är noll eller en heltalsmultipel av 2π: {\displaystyle \angle \beta A=2\pi n,n\in \{0,1,2,\dots \}\,.}

Barkhausens kriterium är ett nödvändigt villkor för svängning men inte ett tillräckligt villkor. Vissa kretsar uppfyller kriteriet men svänger inte. På samma sätt anger Nyquists stabilitetskriterium också instabilitet men säger inget om svängning. Tydligen finns det inte en robust formulering av ett svängningskriterium som är både nödvändigt och tillräckligt.

## Felaktig version
Barkhausens ursprungliga "formel för självexcitation", avsedd för bestämning av återkopplingsslingans svängningsfrekvenser, involverade ett likhetstecken: |βA| = 1. Vid den tiden var villkorligt stabila olinjära system dåligt utforskade och det ansågs allmänt att detta gav gränsen mellan stabilitet (|βA| < 1) och instabilitet (|βA| ≥ 1), varför denna felaktiga version hittade sin väg in i litteraturen. Ihållande svängningar förekommer dock endast vid frekvenser för vilka jämlikhet gäller.